# Sazan (ostrov)

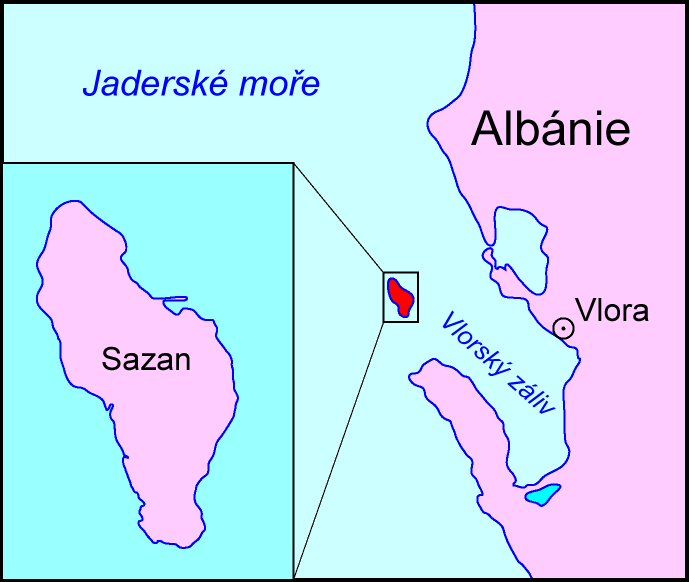
Mapa ostrova a okolí

Sazan (albánsky Sazani, italsky Saseno, řecky Σάσων) je největší ostrov Albánie. Leží 15 km západně od města Vlora. Jeho rozloha je 5,7 km², nejvyšší bod leží 342 m nad mořskou hladinou. Ostrov je bez trvalého osídlení, ale navštěvuje ho společná italsko-albánská pohraniční hlídka. Povrch ostrova je pokryt makchií, žijí na něm četní plazi, např. krátkonožka evropská. Sazan je nejteplejším místem Albánie. Za příznivého počasí je ostrov vidět z italského pobřeží přes Otrantský průliv. V roce 2015 byl zpřístupněn veřejnosti.

## Historie
Jako první se o existenci Sazanu zmiňuje Polybios. Strategicky umístěný ostrov postupně ovládaly Byzantská říše, Benátská republika a Osmanská říše. Roku 1815 ho jako součást Jónských ostrovů zabrali Britové. V roce 1864 přešel pod svrchovanost Řecka, roku 1871 byl postaven maják. V roce 1914 Sazan obsadili Italové, zdejší vojenská posádka používala italské poštovní známky s přetiskem Saseno. V roce 1947 přešel ostrov pod správu Albánie, byla zde vybudována námořní vojenská základna, kterou až do vystoupení země z Varšavské smlouvy roku 1961 využívala sovětská armáda. V roce 2010 byl ve vodách okolo Sazanu a nedalekého poloostrova Karaburun vyhlášen mořský park.

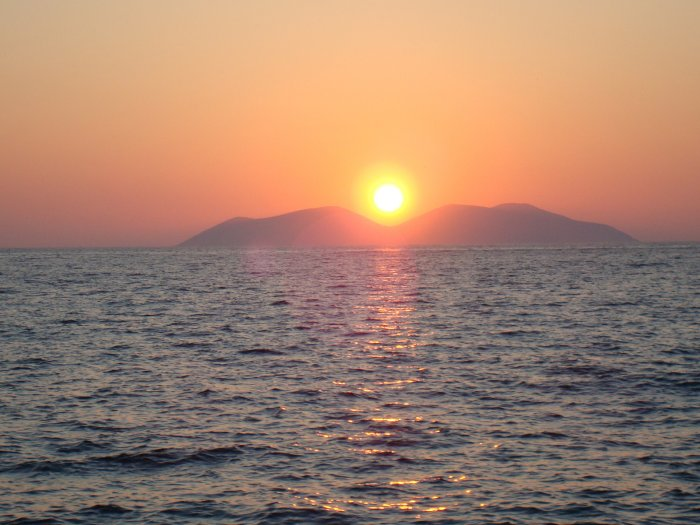
Západ slunce nad Sazanem

### Události
- 5. listopad 1815 – ostrov Saseno (Sazan), předtím ovládaný Benátčany, se stal součástí britského protektorátu Spojený stát sedmi jónských ostrovů
- 1. červen 1864 – spolu s ostatními Jónskými ostrovy předán Řecku
- 30. říjen 1914 – obsazen Itálií
- 26. duben 1915 – Londýnskou smlouvou předán Itálii
- 2. září 1920 – Albánie formálně předává ostrov Itálii
- 1920–1941 – včleněn do italské provincie Zara
- 1941–1943 – včleněn do italské provincie Cattaro (součást Dalmatského governorátu)
- září 1943 – květen 1944 – obsazen Německem
- květen 1944 – obsazen albánskými silami
- 10. únor 1947 – Itálie formálně předává ostrov Albánii
- 1947–1997 – albánská vojenská základna
- 1997 – společná italsko-albánská vojenská základna
- 2007 – formálně předán albánským ozbrojeným silám
- 2015 – zpřístupněn veřejnosti